# گروننباخ
گروننباخ (به آلمانی: Grünenbach) یک شهر در آلمان است که در Lindau واقع شده‌است. گروننباخ ۱٬۳۸۵ نفر جمعیت دارد.